# باج

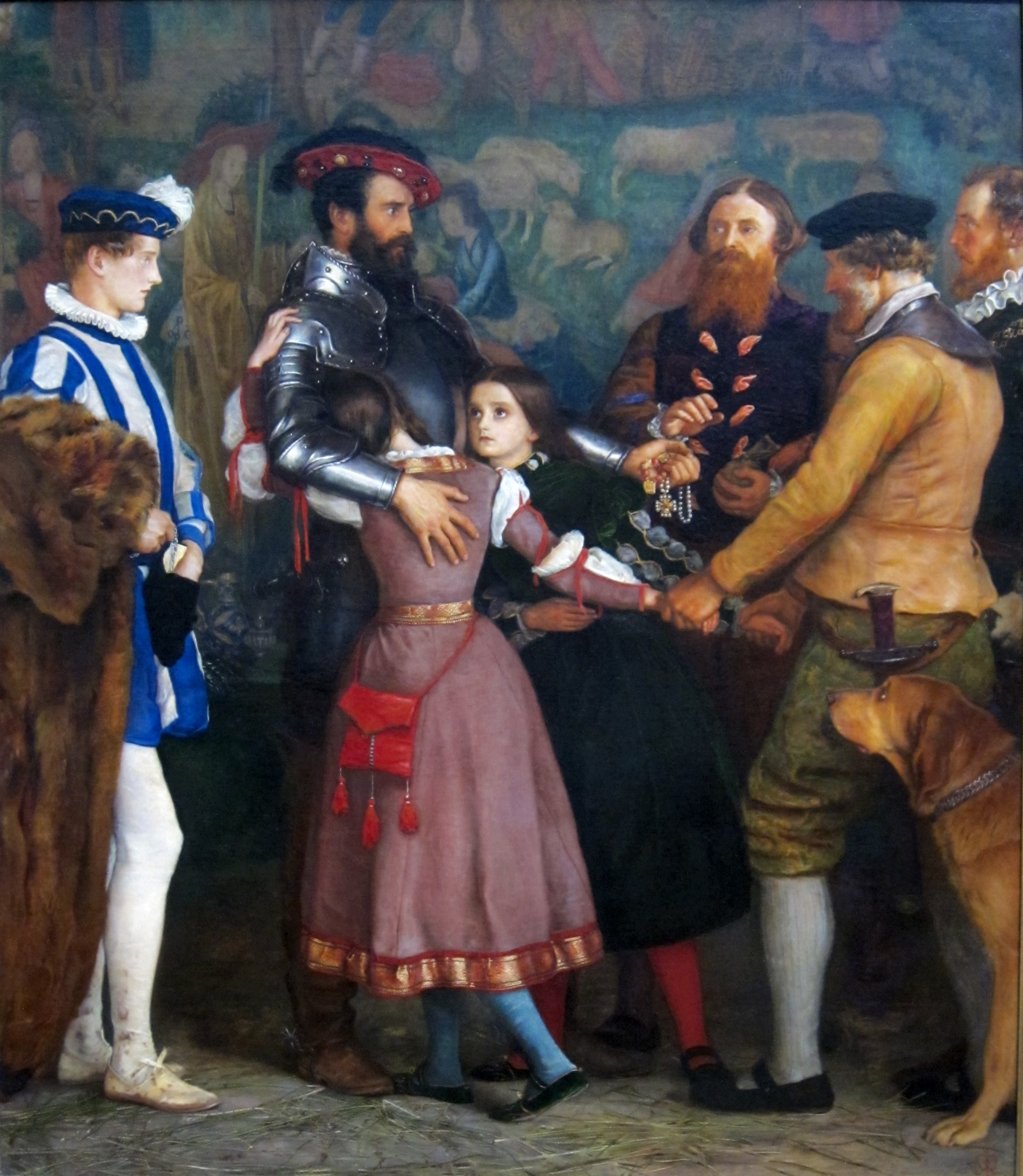
«باج»، اثر جان اورت میلایس، ج. ۱۸۶۰

باج (به انگلیسی: Ransom) عبارت است از نگهداری یک شخص زندانی یا چیز دیگر برای اخاذی پول، انجام گرفتن یک کار خاص یا اموال برای آزادی آنها یا دریافت مبلغی که در چنین عملی وجود دارد.
وقتی باج به معنای «پرداخت» است، این کلمه از طریق فرانسوی قدیم rançon از لاتین redemptio، «بازخرید» آمده است. همچنین " رستگاری " را مقایسه کنید.
همچنین ممکن است باج‌گیری برای انجام یک فعالیت توسط قربانی باشد

باج‌گیری ممکن است آنلاین یا نرم‌افزاری باشد مثلاً سرقت داده‌ها (نگه داشتن داده‌ها) یا رمزنگاری داده‌ها برای انجام دادن کاری خاص، دریافت پول یا چیز دیگر باشد که به آن باج افزار می‌گویند

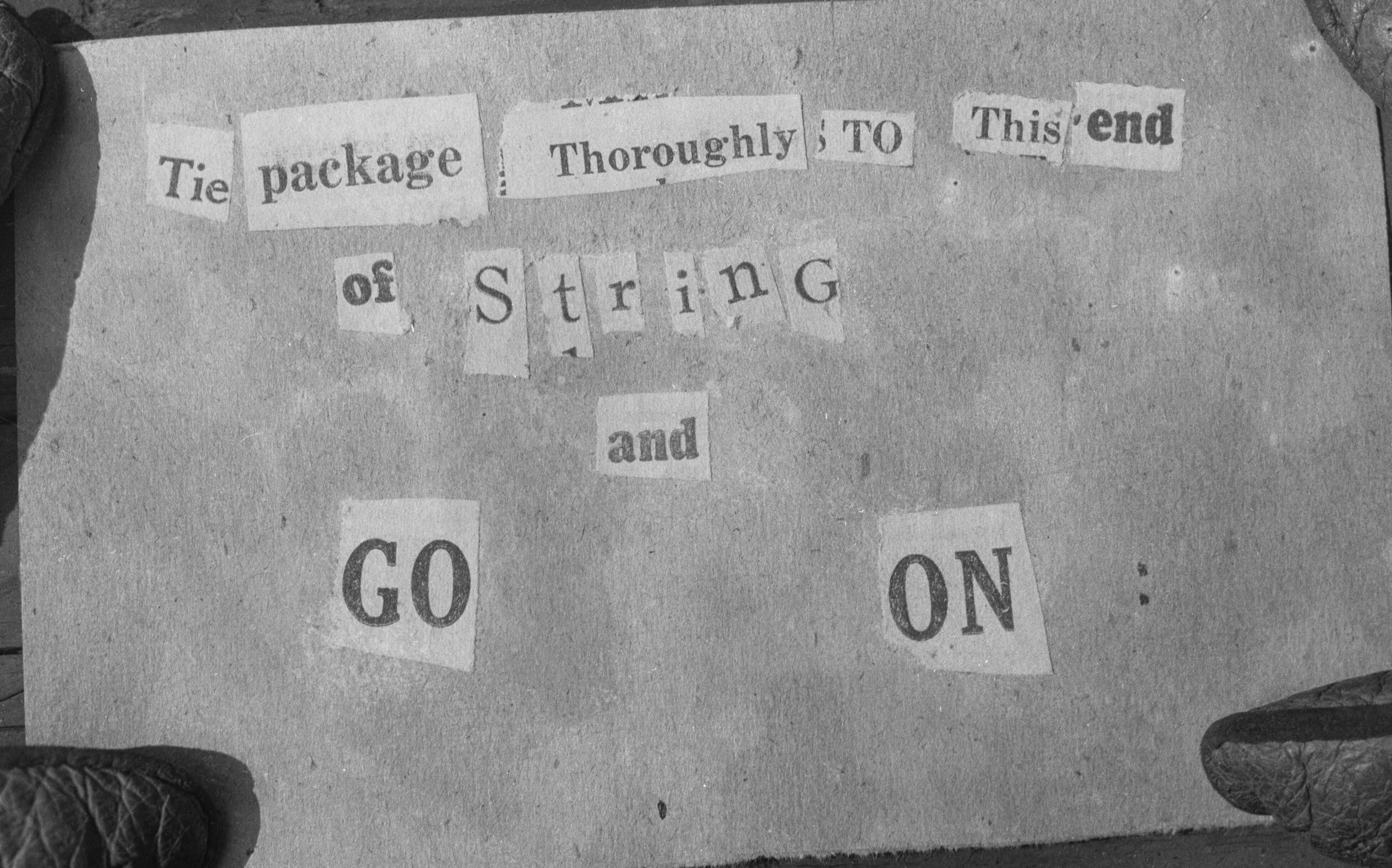
دستورالعمل‌های باج مربوط به یک پرونده آدم‌ربایی در سال ۱۹۳۳